# 장포크
장포크(본명:장청일)는 대한민국의 가수이자 작곡가이며, 유튜버 및 프리랜서 개발자이다. 밴드 'the Tardis'에서 작곡과 DJ,기타,보컬 리더를 맡고있다.

## 발자취
데뷔
- 2007년 6월 19일 Hello, My sister 《I love Rocket》 (Single)

소속그룹
- 2013년 1월 밴드 비밀주점 DJ&Synth,기타
- 2012년 1월 밴드 the Tardis DJ&Synth,기타
- 2011년 8월~2012년 1월 밴드 이모양밴드 기타,보컬
- 2010년9월 그룹 재밌는 장포크 기타,보컬
- 2006년3월 밴드 Hello, My sister 드러머
- 2003년~2005년 밴드 또라이악단 드러머

## 음반 목록

### EP
- 2011년 8월 26일 장포크 《My name is JANGFOLK》 (EP)

### 싱글
- 2007년 6월 19일 Hello, My sister 《I love Rocket》
- 2010년 3월 2일 장포크 《대항해시대》
- 2010년 3월 4일 장포크 《Why Leave me?》
- 2010년 5월 24일 장포크 《그대의 함성 영광의 그날》
- 2011년 11월 24일 장포크 《한잔의 소주야》
- 2011년 12월 14일 이모양밴드 《오늘밤》
- 2012년 3월 28일 재밌는장포크 《강아지와 고양이》
- 2012년 10월 5일 장포크 《I`ll MK U Smile, 2n8 (아윌 메이크 유 스마일, 투나잇)》
- 2013년 3월 18일 비밀주점《Secret Pub 》

### 참여앨범
- 2012년 6월 11일 Various Artist 《2집 딴지라디오 나꼼수 (나는꼼수다) 공식 OST》